# Program Kooperatywnego Zmniejszania Zagrożeń
Program Kooperatywnego Zmniejszania Zagrożeń (Program Nunna-Lugara, ang. Cooperative Threat Reduction, CTR) – amerykański program pomocy finansowej dla krajów WNP, które w związku z  rozpadem ZSRR znalazły się w posiadaniu broni jądrowej. Jego celem było wzmocnienie kontroli nad postsowiecką infrastrukturą nuklearną.

## Realizacja
Realizacja programu rozpoczęła się już w 1991 roku. Obejmował on zasadnicze trzy cele:
- zniszczenie i demontaż arsenału jądrowego;
- zapewnienie ciągłości opieki nad bronią i materiałami rozszczepialnymi;
- demilitaryzację i konwersję sprzętu.

Do roku 2000 łączne wydatki związane z programem wyniosły 2,7 mld USD. W tym czasie udało się zdemontować systemy przenoszenia dla ok. 5 tysięcy głowic, zabezpieczono materiały nuklearne, zapewniono zatrudnienie i zarobki dla naukowców pracujących wcześniej nad radzieckim programem jądrowym oraz stworzono skuteczne systemy kontroli. Część zakładów zbrojeniowych przestawiono na produkcję o charakterze cywilnym.